# بليكر (اسم)
بليكر هو اسم عائلة هولندي. وهو من الأسماء المأخوذة من المهن. بليكر معناها ("مبيض الكتان").  الأشخاص الذين يحملون اللقب هم:
- أليكس بليكر (مواليد 1986) - موسيقي وعازف جيتار أمريكي.
- برنارد بليكر (1881-1968) - نحات ألماني.
- إيبي بليكر (مواليد 1949) - متزلج سرعة هولندي.
- هورست بليكر (مواليد 1938) - سباح ألماني.
- يوهان بليكر (مواليد 1942) - عالم تكنولوجيا الفضاء الهولندي.
  - سمي على اسمه: كويكب الحزام الرئيسي 9693 بليكر.
- كيفن بليكر (مواليد 1993) - لاعب كرة سلة هولندي.
- ليلي بليكر (1897-1985) - فيزيائية هولندية.
- ميل بليكر (1920-1996) -لاعب كرة قدم أمريكي.
- بيت بليكر (مواليد 1928) - عداء مسافات طويلة هولندي.
- بيتر بليكر (1819-1874) - طبيب هولندي، ومتخصص في علم الأحياء المائية والزواحف.

## شخصيات خيالية
- بولي بليكر - شخصية في فيلم جونو مثلها مايكل سيرا.

## دلالات أخرى
- بليكر (فرقة)، وهي فرقة روك كندية سميت على اسم شارع بليكر في أوريليا في أونتاريو.
- بليكر: الكلب القابل للشحن - شريط هزلي مشترك من قبل يونيفرسال بريس سنديكيت.